# Relaciones Kirguistán-México
Las naciones de Kirguistán y México establecieron relaciones diplomáticas en 1992. Ambas naciones son miembros de las Naciones Unidas.

## Historia
Kirguistán y México establecieron relaciones diplomáticas el 14 de enero de 1992. Los vínculos se han desarrollado principalmente en el marco de foros multilaterales. 
En noviembre de 2010, el gobierno de Kirguistán envió una delegación de ocho miembros para asistir a la Conferencia de las Naciones Unidas sobre el Cambio Climático de 2010 en Cancún, México.
En febrero de 2017, el Subsecretario de Relaciones Exteriores, Carlos de Icaza González, sostuvo una reunión en la Ciudad de México con la Viceministra de Asuntos Exteriores de Kirguistán, Dinara Amanturovna Kemelova. En ese encuentro, se habló sobre los vínculos entre ambos países y en particular sobre el 25o Aniversario del establecimiento de relaciones diplomáticas entre ambos países, el cual se cumplió ese mismo año.
En 2025, ambas naciones celebraron 33 años de relaciones diplomáticas.

## Misiones diplomáticas
- Kirguistán no tiene una acreditación ante México.
- México está acreditado ante Kirguistán a través de su embajada en Teherán, Irán.[5]